# 大盧格 (切爾沃諾阿爾米西克區)
50°25′54″N 28°2′3″E / 50.43167°N 28.03417°E
大盧格（烏克蘭語：Великий Луг）是烏克蘭北部的村莊，隸屬日托米爾州的日托米爾區。該村始建於1794年，面積13.54平方公里，海拔高度234米，2001年人口700。